# Александре Хейхо
Александре Хейхо (ісп. Alexandre Geijo, нар. 11 березня 1982, Женева) — швейцарський і іспанський футболіст, що грав на позиції нападника, насамперед за іспанські та італійські клуби.

## Ігрова кар'єра
Народився 11 березня 1982 року у швейцарській Женеві в родині імігрантів з Іспанії.Займався у місцевих футбольних школах, а в дорослому футболі дебютував 2000 року виступами за «Ксамакс», в якому протягом двох сезонів взяв участь у 29 матчах чемпіонату.
2002 року перебрався на історичну батьківщину, уклавши контракт з «Малагою». Протягом наступних двох сезонів грав здебільшого за другу команду клубу, а в сезоні 2004/05 вже досить регулярно залучався до ігор головної команди.
Попри це влітку 2005 гравець перебрався до друголігового «Хереса». Проявивши себе у цій команді, отримав запрошення приєднатися до вищолігового «Леванте», який сплатив за трансфер габаритного форварда 350 тисяч євро. За два роки клуб, що на той час вибув до Сегунди, виручив за перехід Хейхо до «Расінга» (Сантандер) вже 2,5 мільйони євро. У цій команді не зумів проявити свій бомбардирський хист і вже за півроку за ту ж суму був придбаний італійським «Удінезе».
Провівши за півроку лише чотири гри за команду з Удіне, влітку 2010 був відданий в оренду до «Гранади», де демонстрував дуже пристойну результативність. Попри це у 2012–2014 роках продовжував грати в оренді, спочатку в англійському друголіговому «Вотфорді», а згодом за представника іспанської Сегунди «Мальорку». Сезон 2014/15 повністю проводив у складі «Удінезе», утім не зміг його занести собі до активу, відзначившись лише одним голом у 13 іграх Серії A.
Завершував ігрову кар'єру у другій половині 2010-х виступами у другому італійському дивізіоні за «Брешію» та «Венецію», а також у команді «Атлетіко Санлукеньйо» з третього дивізіону першості Іспанії.

## Статистика виступів

### Статистика клубних виступів
Станом на 1 серпня 2019 року
| Сезон                | Команда                | Чемпіонат            | Чемпіонат | Чемпіонат | Національний кубок | Національний кубок | Національний кубок | Континентальні кубки | Континентальні кубки | Континентальні кубки | Інші змагання | Інші змагання | Інші змагання | Усього | Усього |
| Сезон                | Команда                | Ліга                 | Ігор      | Голів     | Ліга               | Ігор               | Голів              | Ліга                 | Ігор                 | Голів                | Ліга          | Ігор          | Голів         | Ігор   | Голів  |
| -------------------- | ---------------------- | -------------------- | --------- | --------- | ------------------ | ------------------ | ------------------ | -------------------- | -------------------- | -------------------- | ------------- | ------------- | ------------- | ------ | ------ |
| 2000–01              | «Ксамакс»              | СЛ                   | 12+4      | 1         | КШ                 | 1                  | 0                  | Int.                 | 1                    | 0                    | -             | -             | -             | 18     | 1      |
| 2001–02              | «Ксамакс»              | СЛ                   | 17+2      | 1         | КШ                 | 0                  | 0                  | -                    | -                    | -                    | -             | -             | -             | 19     | 1      |
| Усього за «Ксамакс»  | Усього за «Ксамакс»    | Усього за «Ксамакс»  | 29+6      | 2         |                    | 1                  | 0                  |                      | 1                    | 0                    |               | -             | -             | 37     | 2      |
| 2002–03              | «Малага Б»             | СДБ                  | 28+6      | 16+2      | -                  | -                  | -                  | -                    | -                    | -                    | -             | -             | -             | 34     | 18     |
| 2003–04              | «Малага Б»             | СД                   | 41        | 12        | -                  | -                  | -                  | -                    | -                    | -                    | -             | -             | -             | 41     | 12     |
| 2004–05              | «Малага Б»             | СД                   | 22        | 3         | -                  | -                  | -                  | -                    | -                    | -                    | -             | -             | -             | 22     | 3      |
| Усього за «Малагу Б» | Усього за «Малагу Б»   | Усього за «Малагу Б» | 91+6      | 31+2      |                    | -                  | -                  |                      | -                    | -                    |               | -             | -             | 97     | 33     |
| 2002–03              | «Малага»               | ПД                   | 1         | 0         | КІ                 | 0                  | 0                  | -                    | -                    | -                    | -             | -             | -             | 1      | 0      |
| 2003–04              | «Малага»               | ПД                   | 1         | 0         | КІ                 | 0                  | 0                  | -                    | -                    | -                    | -             | -             | -             | 1      | 0      |
| 2004–05              | «Малага»               | ПД                   | 13        | 0         | КІ                 | 1                  | 1                  | -                    | -                    | -                    | -             | -             | -             | 14     | 1      |
| Усього за «Малага»   | Усього за «Малага»     | Усього за «Малага»   | 15        | 0         |                    | 1                  | 1                  |                      | -                    | -                    |               | -             | -             | 16     | 1      |
| 2005–06              | «Херес»                | СД                   | 39        | 13        | КІ                 | 2                  | 0                  | -                    | -                    | -                    | -             | -             | -             | 41     | 13     |
| 2006–07              | «Херес»                | СД                   | 32        | 7         | КІ                 | 0                  | 0                  | -                    | -                    | -                    | -             | -             | -             | 32     | 7      |
| Усього за «Херес»    | Усього за «Херес»      | Усього за «Херес»    | 71        | 20        |                    | 2                  | 0                  |                      | -                    | -                    |               | -             | -             | 73     | 20     |
| 2007–08              | «Леванте»              | ПД                   | 31        | 5         | КІ                 | 3                  | 0                  | -                    | -                    | -                    | -             | -             | -             | 34     | 5      |
| 2008–09              | «Леванте»              | СД                   | 21        | 10        | КІ                 | 0                  | 0                  | -                    | -                    | -                    | -             | -             | -             | 21     | 10     |
| Усього за «Леванте»  | Усього за «Леванте»    | Усього за «Леванте»  | 52        | 15        |                    | 3                  | 0                  |                      | -                    | -                    |               | -             | -             | 55     | 15     |
| 2009-січ. 2010       | «Расінг»               | ПД                   | 19        | 1         | КІ                 | 5                  | 1                  | -                    | -                    | -                    | -             | -             | -             | 24     | 2      |
| січ.-черв. 2010      | «Удінезе»              | A                    | 4         | 0         | КІ                 | 1                  | 0                  | -                    | -                    | -                    | -             | -             | -             | 5      | 0      |
| 2010–11              | «Гранада»              | СД                   | 34+2      | 24        | КІ                 | 2                  | 2                  | -                    | -                    | -                    | -             | -             | -             | 38     | 26     |
| 2011–12              | «Гранада»              | ПД                   | 24        | 2         | КІ                 | 2                  | 2                  | -                    | -                    | -                    | -             | -             | -             | 26     | 4      |
| Усього за «Гранаду»  | Усього за «Гранаду»    | Усього за «Гранаду»  | 58+2      | 26        |                    | 4                  | 4                  |                      | -                    | -                    |               | -             | -             | 64     | 30     |
| 2012–13              | «Вотфорд»              | ЧФЛ                  | 18+2      | 2         | КА+КЛ              | 0                  | 0                  | -                    | -                    | -                    | -             | -             | -             | 20     | 2      |
| 2013–14              | «Мальорка»             | СД                   | 27        | 2         | КІ                 | 1                  | 0                  | -                    | -                    | -                    | -             | -             | -             | 28     | 2      |
| 2014–15              | «Удінезе»              | A                    | 13        | 1         | КІ                 | 1                  | 0                  | -                    | -                    | -                    | -             | -             | -             | 14     | 1      |
| Усього за «Удінезе»  | Усього за «Удінезе»    | Усього за «Удінезе»  | 17        | 1         |                    | 2                  | 0                  |                      | -                    | -                    |               | -             | -             | 19     | 1      |
| 2015–16              | «Брешія»               | B                    | 36        | 11        | КІ                 | 0                  | 0                  | -                    | -                    | -                    | -             | -             | -             | 36     | 11     |
| 2016–17              | «Венеція»              | ЛП                   | 32        | 10        | КІ-ЛП              | 1                  | 0                  | -                    | -                    | -                    | СК-ЛП         | 2             | 2             | 35     | 12     |
| 2017–18              | «Венеція»              | B                    | 31+3      | 5         | КІ                 | 1                  | 0                  | -                    | -                    | -                    | -             | -             | -             | 35     | 5      |
| 2018–19              | «Венеція»              | B                    | 7         | 1         | КІ                 | 0                  | 0                  | -                    | -                    | -                    | -             | -             | -             | 7      | 1      |
| Усього за «Венецію»  | Усього за «Венецію»    | Усього за «Венецію»  | 70+3      | 16        |                    | 2                  | 0                  |                      | -                    | -                    |               | 2             | 2             | 77     | 18     |
| 2019–20              | «Атлетіко Санлукеньйо» | СДБ                  | 0         | 0         | -                  | -                  | -                  | -                    | -                    | -                    | -             | -             | -             | 0      | 0      |
| Усього за кар'єру    | Усього за кар'єру      | Усього за кар'єру    | 503+19    | 127+2     |                    | 21                 | 6                  |                      | 1                    | 0                    |               | 2             | 2             | 546    | 137    |